# مارتن لوندبيرغ
مارتن لوندبيرغ (بالسويدية: Martin Lundberg)‏ هو لاعب هوكي الجليد سويدي، ولد في 7 يونيو 1990 في سكيلفتيا في السويد.

## وصلات خارجية
- مارتن لوندبيرغ على موقع دوري الهوكي الوطني (الإنجليزية)
- مارتن لوندبيرغ على موقع EliteProspects.com (الإنجليزية)
- مارتن لوندبيرغ على موقع Eurohockey.com (الإنجليزية)
- مارتن لوندبيرغ على موقع HockeyDB.com (الإنجليزية)